# エドワード・オズボーン・ウィルソン
エドワード・オズボーン・ウィルソン（Edward Osborne Wilson, 1929年6月10日 - 2021年12月26日）は、アメリカ合衆国の昆虫学者、社会生物学と生物多様性の研究者、バイオフィリア、コンシリエンスなどの理論提唱者、環境保護主義の支援者。世俗的ヒューマニズムとブライト運動の支援、および宗教、倫理への対話的姿勢によっても知られている  。
ハーバード大学比較動物学博物館の名誉教授であり、サイコップおよび世俗的ヒューマニズムを推進するCODESHの会員である。

## 経歴
ウィルソンはアラバマ州バーミングハムに生まれた。自伝『ナチュラリスト』によれば、幼少期はワシントンD.C.の近郊とアラバマ州モービルの田舎を行き来しながら過ごした。幼少期から自然に興味を向けたが、両親のエドワードとイネス・ウィルソンは彼が7歳の時に離婚した。同年、釣りの事故で目に障害を負っている。彼は父と継母に連れられて、街をいくつか渡り歩いた。そのため、哺乳類や鳥類への興味を次第に昆虫へ移していった。その頃にはボーイスカウトに所属しており、9歳の時に初めてワシントンDC近郊のロック・クリーク・パークへ遠征した。13歳の時にモービルに生息していないはずのファイヤーアントを発見した。彼が大学へ入学するまでにファイヤーアントはアラバマ州全体へ拡大した。
16歳の時に昆虫学者になることを決意し、ハエの収集を始めた。しかし第二次世界大戦によって虫ピンが不足すると、興味はアリへと向けられた（アリ用の小瓶なら買うことができた）。アメリカ国立自然史博物館のアリ学者、マリオン・スミスに励まされ、アラバマ州中のアリの調査を行った。
ウィルソンは大学に行く余裕がないかもしれないと考え、合衆国陸軍に入隊しようと考えた。そして大学進学のための奨学金を政府から受けるつもりであった。しかし目の障害のために陸軍の健康テストで不合格となったが、結局アラバマ大学へ入学することができた。彼はさらに片耳の聴力を失い、のちには軽度の失読症を患った。彼が子どもの頃発見したモービルのファイヤーアントはアラバマ州を越えて広がろうとしていた。アラバマ州はウィルソンにアリの拡散の調査を依頼し、1949年に報告書を提出した。これがウィルソンにとって初めての科学的刊行物となった。アラバマ大学で学士と修士を取得した後ハーバード大学へ移り、1955年に博士号を取得した。同年、アイリーン・ケリーと結婚した。
1956年にハーバード大学で講師となり、1964年には動物学教授となった。1950年代末までにはアリ学の世界的権威として知られていた。同じ頃、フランシス・クリックとジェームズ・ワトソンがDNA分子を発見すると生物学者の関心は分子生物学へ向いた。ワトソンがノーベル賞を受賞した後、自然史研究を切手収集になぞらえ、彼の同僚がハーバード大学で「分子生物学こそ唯一の生物学である」と宣言したとき、ウィルソンは彼らの振る舞いを傲慢と見なして反発した。この経験は進化学や生態学などマクロな生物学分野の発展の必要性を感じさせた。そしてロバート・マッカーサー、エルンスト・マイヤーやロバート・トリヴァース、数学者ウィリアム・ボザートといった同僚との接近、（後に反目することになる）リチャード・ルウォンティンやリチャード・レヴィンズらの招聘へと繋がった。
1996年にハーバード大学を定年退職すると、ペレグリノ特別教授（客員教授）職に就任した。同年、アメリカ・ナチュラリスト協会はE.O.ウィルソン・ナチュラリスト賞を創設し1998年から表彰を行っていた。

## 理論と信念

### 島嶼生物学
1967年にロバート・マッカーサーと共に『島の生物地理学の理論』を著し、種数平衡理論やr-K戦略説を提唱した。これは生物地理学、生態学の重要な分野として島嶼生物学を発展させる記念碑的な論文となった。
1975年にジャレド・ダイアモンドはこの理論に基づき自然保護区は大きくデザインされる方がよいと主張しウィルソンも支持したが、ウィルソンの講座を受講した学生ダニエル・シンバーロフはそれを批判し、自然保護地区のSLOSS論争（大きな一つか、小さなたくさんか）を引き起こした。

### 社会生物学
ウィルソンは『社会生物学』を著し、それを「あらゆる社会行動の生物学的基盤の体系的な研究」と定義し、1970年代までの個体群生態学、集団遺伝学、動物行動学の知識を統合した「新たな総合（New Synthesis）」と位置づけた。そして社会性昆虫の行動を説明するために用いられた進化的理論を、ヒトを含めた動物の社会的行動の理解にも適用し、社会生物学を新たな科学の分野として成立させた（「新たな総合」には人類学や社会学と生物学との統合の意味も込められていた）。ジョン・メイナード＝スミスは彼の著書を「貴重な要約（にすぎない）」とのべ、リチャード・ドーキンスは前時代的な総合と呼んだ（ウィルソンはドーキンスと違って血縁選択説を群選択に含めており、また進化ゲーム理論を強調しなかった）が、自分には欠けている生態学的な視点と豊富な例証に満ちていると述べた。ウィルソンがこの分野に果たした理論的貢献は小さいが、他の研究者が行った関連する膨大な研究をまとめあげ、新たな分野がここにあると宣言することで潜在的な理論家たちを結集させた。そしてこの分野を巡る論争で中心的な役割を果たし続け、成立に貢献を果たしたと見なされるようになった。

#### 人間に対する社会生物学
彼はヒトも含めたあらゆる動物の行動は、遺伝と環境双方の影響によって形作られるもので、自由意思や文化決定論は幻想であり、文化は「遺伝子の首ひも」として生物学的な基盤を持つと主張した。
社会生物学的な視点は進化の法則に従ったエピジェネティック・ルール（後成規則。彼の造語でエピジェネティクスと同じ物ではない）の影響によって形作られると表現した。この理論は独創的で、論争的で、影響力の大きな物であった 。
社会生物学の研究に対する論争はそれをヒトへ適用したときに始まった。この理論は広く信じられていたタブラ・ラサ、つまり人は全くまっさらなまま生まれてきて文化が人の知識を増加させ、生存と成功を援助する機能を持つという主張を拒絶する科学的な論拠を成立させた。彼の著書『社会生物学』の最終章とピューリッツァー賞を受賞した『人の本性について』で、ウィルソンは人の精神は文化と同じくらい遺伝の影響も受けており、（文化決定論が主張していたような、人の文化はあまりに多様で無限の可能性があると言うような主張に反対して）社会や環境要因が人の行動に与える影響には限度があると主張した。
彼は幼児期の経験が人格形成に多大な影響を与えるというフロイト式の説明は誇張されすぎており（例えば自閉症や統合失調症は親の愛情不足だと説明されていた）、生物学的基盤について説明することはそれに苦しむ親の苦悩を解放できると考えた。また宗教が人々に罪の重荷を着せることにも反対で、やはり宗教的な重荷から人々を解放できると考えた。後に宗教に対してはいくぶん融和的な姿勢をとるようになった。ウィルソンは明確に人間社会生物学を提唱したが、この分野はのちにハーバード大学の同僚で人類学者でもあったアーヴィン・デヴォアやトリヴァースらの教え子に当たるレダ・コスミデスやジョン・トゥービー、ミシガン大学教授で社会生物学の支援者だったリチャード・アリグザンダーらによって（ウィルソンから距離を置く形で）進化心理学として成立した。

### アリと社会性昆虫
ウィルソンはバート・ヘルドブラーと共に、アリとアリの行動についての体系的な研究を行い、それは結果的にアリの行動、機能、生態、生理に関する百科辞典的な大著『アリ（The Ants,1990）』となって出版された。ある種のアリがとる多くの自己犠牲的な行動は、遺伝子を75%共有した姉妹（と当時は考えられていた）が生き延びることによる遺伝的利益によって償われると説明できる。そして社会性昆虫の振る舞いから、他の昆虫の社会的な行動も同じように理解できるという議論を導いた（ただし女王が二度以上交尾すると、遺伝子の共有率は75%以下になる事が後の理論的研究で指摘された。にもかかわらず、これは遺伝子選択の説明に近いものである）。近年は、デボラ・ゴードンのような若手の研究者の批判から彼の視点を守れるような実証的な研究を探している。
また、アリの社会性について「カール・マルクスは正しかった。ただ、彼は種について間違っただけである」と評しており、アリこそが社会主義・共産主義に適した生物だと評してる。

### コンシリエンス
1998年の彼の著書、『コンシリエンス：知の総合』（邦題「知の挑戦：科学的知性と文化的知性の統合」）で、C.P.スノーが提唱した自然科学と人文科学を統合する方法についての議論を拡張した。ウィルソンは、人が到達した異なる専門化された分野の知識の統合を、コンシリエンス(ウィリアム・ヒューウェルの造語)という単語を用いて説明している。人の本性を後成規則の（精神の発達の遺伝的パターンの）集積と定義した。また文化や文化的儀式が人間の本性を作る部品なのではなくて、それらは人間の本性によって作られた物なのだと述べた。たとえばヒトがシロアリのような生態を持っていれば、暗闇を愛するような文化や倫理観が生まれただろうと述べている。
彼は、自然科学や生物学を用いることで、芸術鑑賞、蛇への恐怖、または近親交配回避(ウェスターマーク効果＝6歳頃までに一緒に育てられた子供は互いに性的魅力を感じなくなる)などの概念を研究できると主張した。 以前、これらの現象は心理学か社会学、または文化人類学の一部として研究されていた。 ウィルソンは、それらが人文科学にとどまらず、学際的な研究の一部となるよう提案している。

### バイオフィリア仮説
バイオフィリアとは「生物、あるいは生命のシステムに対する愛情」を意味する。この概念はエーリヒ・フロムによって生物や生気に引きつけられる心理的傾向を説明するために最初に提案された。ウィルソンも同じ意味でこの語を用い、人間が潜在的に他の生物との結びつきを求める傾向、本能があると主張した。そして自然保護は我々のバイオフィリアの本能に合致しているのだと述べた。
編者代表で論集『バイオフィーリアをめぐって』（叢書・ウニベルシタス 法政大学出版局、荒木正純・時実早苗・船倉正憲訳、2009）がある。

### 選択の対象と実体
ウィルソンは、自然選択における単位は遺伝の基本的な単位である遺伝子で、選択の対象は通常はいくらかの種類の遺伝子の結晶である生物個体だと述べた。真社会性昆虫の行動の説明に血縁選択説を用いたことについては、ディスカバーマガジン誌で「私が提唱した新しい視点は、ダーウィンが大まかに形作ったように、最初からずっと群選択だった」と述べた"。ウィルソンは群選択説に好意的であり、D.S.ウィルソンのマルチレベル選択理論にも協力している。もっとも社会生物学の中心理論である血縁選択説へのウィルソンの不理解はたびたび指摘されている。

## 宗教的、政治的見解

### 科学的ヒューマニズム
ウィルソンは科学的ヒューマニズムという新語を作り「増加し続けている現実世界に関する科学的知識と自然法則との互換性のある唯一の世界観」として提唱した  。これは後に世俗的ヒューマニズムと同じものと見なされるようになった。そしてそれこそが人間の社会をより良くするために最も良いと主張している。

### 神と宗教
神について、ウィルソンは自身の立場を「暫定的な理神論」と説明している 。また彼の信心が伝統的な信仰から離れていく過程を次のように説明している。「私は教会から次第に離れていった。完全な不可知論や無神論ではなかったが、それ以上にクリスチャンやバプティストでもなかった」 ウィルソンは神に対する信仰や宗教的儀式について、それが進化の産物であると見なしている 。彼は宗教は拒絶したり破棄すべきではないが、人間の本性をより理解するために科学によってさらに調査されるべきだと考えている。彼の著書『創造』では、科学者は宗教指導者に「友人として手をさしのべる」こと、同盟関係を構築すべきこと、「科学と宗教は世界で最も強力な力で、生物をすくうために力を合わせるべきだ」と主張している。

### 環境保護
ウィルソンは20世紀の大量絶滅と近代社会との関係を研究した。そして次のように環境保護主義へ強く賛同している。
今、森を伐採したとき、特にそれが古い森であれば、ただ大きな木を取り除いただけにとどまらず、その林冠の下で羽ばたきまわる鳥たちを殺すことになるのだ。あなたは、あなたの数平方マイルの土地の中にすむ非常に多くの種を恐るべき危険にさらすことになる。それらは数万種に及ぶこともあるのだ...それらの多くが科学的にまだ知られておらず、彼らがどのような役割を生態系の中で担っているのかについてもよく知られていない。ほとんどの菌類、微生物、昆虫のように。（Willson,2000)
絶滅の危機の規模に対する彼の理解は、彼を森林保護のための様々な戦略を支持するよう導いた。その中には熱帯雨林の保護を可能にする新たな市場構築を目指すForests Now Declarationのような運動も含まれている。

## 人間社会生物学への批判
ウィルソンは彼の社会生物学的視点への激しい批判を経験した。ハーバードでの同僚の幾人か、たとえばリチャード・レウォンティンやスティーヴン・ジェイ・グールドらは彼のアイディアを科学的にだけでなく、道徳的にも政治的にも間違っていると激しく攻撃した。マーシャル・サーリンズは『生物学の利用と悪用』を著して直接彼を批判した。
ウィルソンの社会生物学的アイディアは多くの生物学者からはおおむね好意的に受け入れられたが、人の行動は文化的な基盤しか持たないという思想を好んだリベラル派と保守派の一部を憤慨させた。社会生物学は「氏か育ちか」論争を再燃させ、彼の科学的な視点は人の本性について幅広い論争を引き起こした。彼は、人は文化と遺伝子両方の影響を受けると何度も繰り返し主張し、たとえば社会生物学を出版した直後には社会生物学を悪用しようとする人々へ警告を発した（Willson,1975b）。また、人の振る舞いや本性は遺伝子によって決定されると主張しているという反対者の批判を歪曲だと反論した。ウィルソンの政治的立場は批判者たちと同じく左派的でリベラルだったが、それでも彼は人種差別主義者、女性蔑視者、優生学者、ジェノサイドや社会的不公平を正当化していると告発された 。
最も印象的な出来事は1977年11月に起こった。人種差別に反対する国際協会（The International Committee Against Racism 、この団体はグールドやレウォンティンも所属した左翼的知識人のグループ、「人民のための科学」とも繋がりがあった）がAAASの国際会議で、ウィルソンにコップの水を浴びせ、「ウィルソン、おまえはwetだ！（びしょ濡れだ／完全に間違っている）」と合唱した。
このような批判とこれに対する再反論は、社会学者であるセーゲルストローレがバランスよく詳細に振り返っており、批判者たちの側にも誤解や行き過ぎがあったことがみとめられている。

## 主な受賞歴他
- 1950年 - アメリカ芸術科学アカデミー会員
- 1967年 - ニューカム・クリーブランド賞：『Recent Advances in Chemical Communication.』
- 1969年 - 全米科学アカデミー会員
- 1976年 - アメリカ国家科学賞：社会生物学の提唱に対して
- 1979年 - ピューリッツァー賞：『人間の本性について』
- 1984年 - タイラー賞：環境保護に対して
- 1987年 - ECI賞
- 1990年 - クラフォード賞：生態学分野の研究に対して
- 1991年 - ピューリッツァー賞：『アリ』（バート・ヘルドブラーと共に）
- 1993年 - 国際生物学賞：生態学、行動学、進化生物学への貢献と社会生物学の提唱に対して
- 1994年 - 公衆の科学理解のためのカール・セーガン賞
- 1995年 - タイム誌で「最も影響力のある25人のアメリカ人」に選ばれた
- 1998年 - ベンジャミン・フランクリン・メダル
- 2000年 - キング・ファイサル国際賞科学部門、ルイス・トーマス賞、キスラー賞：社会生物学の確立と社会科学への生物学の導入に対して[24]
- 2001年 - ニュルンベルク賞
- 2007年 - TED賞
- 2012年 - コスモス国際賞

## 著書
- The Theory of Island Biogeography, 1967,  Princeton University Press (2001 reprint), ISBN 0-691-08836-5, with  Robert H. MacArthur
- The Insect Societies, 1971, Harvard University Press, ISBN 0-674-45490-1
- Sociobiology: The New Synthesis 1975, Harvard University Press, (Twenty-fifth Anniversary Edition, 2000 ISBN 0-674-00089-7)
  - 『社会生物学』全4巻、坂上昭一・羽田節子他訳、思索社、1983。全1巻・新思索社 1999
- On Human Nature, 1979/2004, Harvard University Press, ISBN 0-674-01638-6
  - 『人間の本性について』岸由二訳、思索社、1980、のち新思索社。筑摩書房・ちくま学芸文庫、1997
- Genes, Mind and Culture: The coevolutionary process, 1981, Harvard University Press, ISBN 0-674-34475-8
- Promethean fire: reflections on the origin of mind, 1983, Harvard University Press, ISBN 0-674-71445-8
  - 『精神の起源について』松本亮三訳、思索社、1990
- Biophilia, 1984, Harvard University Press, ISBN 0-674-07441-6
- Success and Dominance in Ecosystems: The Case of the Social Insects, 1990, Inter-Research, ISSN 0932-2205
- The Ants, 1990, Harvard University Press, ISBN 0-674-04075-9, Winner of the Pulitzer Prize, with Bert Hölldobler
  - 『生命の多様性』上・下、大貫昌子、 牧野俊一訳、岩波書店、1995。岩波現代文庫、2004
- The Diversity of Life, 1992, Harvard University Press, ISBN 0-674-21298-3, The Diversity of Life: Special Edition, ISBN 0-674-21299-1
- Biophilia|The Biophilia Hypothesis, 1993, Shearwater Books, ISBN 1-55963-148-1, with Stephen R. Kellert
  - 『バイオフィリア－人間と生物の絆』狩野秀之訳、平凡社、1994。ちくま学芸文庫、2008
- Journey to the Ants|Journey to the Ants: A Story of Scientific Exploration, 1994, Harvard University Press, ISBN 0-674-48525-4, with Bert Hölldobler　　　
  - 『蟻の自然史』辻和希、松本忠夫訳、朝日新聞社、1997
- Naturalist, 1994, Shearwater Books, ISBN 1-55963-288-7
  - 『ナチュラリスト』上下、荒木正純訳、法政大学出版局、1996
- In Search of Nature, 1996, Shearwater Books, ISBN 1-55963-215-1, with Laura Simonds Southworth
  - 『生き物たちの神秘生活』広野喜幸訳、徳間書店、1999
- Consilience: The Unity of Knowledge, 1998, Knopf, ISBN 0-679-45077-7
  - 『知の挑戦』山下篤子訳、角川書店、2002
- The Future of Life, 2002, Knopf, ISBN 0-679-45078-5　
  - 『生命の未来』山下篤子訳、角川書店、2003
- Pheidole in the New World: A Dominant, Hyperdiverse Ant Genus, 2003, Harvard University Press, ISBN 0-674-00293-8
- From So Simple a Beginning: Darwin's Four Great Books. 2005, W. W. Norton.
- The Creation: An Appeal to Save Life on Earth, September 2006, W. W. Norton & Company, Inc. ISBN 978-0393062175
  - 『創造－生物多様性を守るためのアピール』岸由二訳、紀伊國屋書店、2010
- The Social Conquest of Earth, 2012, Liveright Publishing.
  - 『人類はどこから来て、どこへ行くのか』斉藤隆央訳、化学同人、2013／ちくま学芸文庫、2025年7月。ISBN 978-4-480-51306-9
- The Meaning of Human Existence, 2014, Liveright  Publishing. 
  - 『ヒトはどこまで進化するのか』小林由香利訳、亜紀書房、2016
- Nature Revealed: Selected Writings 1949-2006, Johns Hopkins University Press, Baltimore. ISBN 0-8018-8329-6
- Letters to a Young Scientist, April 2014, W. W. Norton & Company, Inc. 
  - 『若き科学者への手紙　情熱こそ成功の鍵』北川玲訳、創元社、2015。ISBN 978-4422400242